# Sonoda Takuya
Takuya Sonoda (園田 拓也 Sonoda Takuya, sinh ngày 23 tháng 11 năm 1984 ở Miyazaki) là một cầu thủ bóng đá người Nhật Bản hiện tại thi đấu cho Roasso Kumamoto.

## Thống kê sự nghiệp
Cập nhật đến ngày 23 tháng 2 năm 2018.
| Thành tích câu lạc bộ | Thành tích câu lạc bộ | Thành tích câu lạc bộ | Giải vô địch | Giải vô địch | Cúp                   | Cúp                   | Cúp Liên đoàn | Cúp Liên đoàn | Tổng cộng | Tổng cộng |
| Mùa giải              | Câu lạc bộ            | Giải vô địch          | Số trận      | Bàn thắng    | Số trận               | Bàn thắng             | Số trận       | Bàn thắng     | Số trận   | Bàn thắng |
| Nhật Bản              | Nhật Bản              | Nhật Bản              | Giải vô địch | Giải vô địch | Cúp Hoàng đế Nhật Bản | Cúp Hoàng đế Nhật Bản | Cúp Liên đoàn | Cúp Liên đoàn | Tổng cộng | Tổng cộng |
| --------------------- | --------------------- | --------------------- | ------------ | ------------ | --------------------- | --------------------- | ------------- | ------------- | --------- | --------- |
| 2007                  | Montedio Yamagata     | J2 League             | 11           | 0            | 1                     | 0                     | -             | -             | 12        | 0         |
| 2008                  | Montedio Yamagata     | J2 League             | 9            | 1            | 1                     | 0                     | -             | -             | 10        | 1         |
| 2009                  | Montedio Yamagata     | J1 League             | 8            | 0            | 0                     | 0                     | 3             | 0             | 11        | 0         |
| 2010                  | Montedio Yamagata     | J1 League             | 13           | 0            | 2                     | 0                     | 3             | 0             | 18        | 0         |
| 2011                  | Montedio Yamagata     | J1 League             | 16           | 0            | 2                     | 0                     | 2             | 0             | 20        | 0         |
| 2012                  | Ehime FC              | J2 League             | 32           | 0            | 1                     | 0                     | -             | -             | 33        | 0         |
| 2013                  | Ehime FC              | J2 League             | 22           | 1            | 1                     | 0                     | -             | -             | 23        | 1         |
| 2014                  | Roasso Kumamoto       | J2 League             | 41           | 6            | 1                     | 0                     | -             | -             | 42        | 6         |
| 2015                  | Roasso Kumamoto       | J2 League             | 36           | 0            | 1                     | 0                     | -             | -             | 37        | 0         |
| 2016                  | Roasso Kumamoto       | J2 League             | 38           | 0            | 1                     | 0                     | -             | -             | 39        | 0         |
| 2017                  | Roasso Kumamoto       | J2 League             | 32           | 0            | 0                     | 0                     | -             | -             | 32        | 0         |
| Tổng cộng sự nghiệp   | Tổng cộng sự nghiệp   | Tổng cộng sự nghiệp   | 258          | 8            | 10                    | 0                     | 8             | 0             | 276       | 8         |